# Шугине Баре
Шугине Баре је некадашње насељено место у Босни и Херцеговини у општини Горњи Вакуф-Ускопље. Административно припада Федерацији Босне и Херцеговине, односно њеном Средњобосанском кантону. Према попису становништва из 2013. у насељу није било становника, а већинско становништво у у ранијем периоду су били Хрвати.

## Становништво
По последњем службеном попису становништва из 2013. године у насељу Шугине Баре није било становника.
| Националност | 2013. | 1991. | 1981.      | 1971.       |
| Бошњаци      | —     | 0     | 1 (12,50%) | 1 (1,31%)   |
| Хрвати       | —     | 0     | 7 (87,50%) | 72 (94,74%) |
| Срби         | —     | 0     | 0          | 0           |
| остали       | —     | 0     | 0          | 3 (3,94%)   |
| Укупно       | 0     | 0     | 8          | 76          |